# Brigade orpheline
La brigade orpheline (Orphan Brigade) est le surnom de la première brigade du Kentucky, un groupe d'unités militaires recrutées dans le commonwealth du Kentucky pour combattre avec les États confédérés d'Amérique pendant la guerre de Sécession. La brigade est la plus grande unité confédérée recrutée dans le Kentucky pendant la guerre. Son premier commandant est le major général John C. Breckinridge, ancien vice-président des États-Unis et candidat à la présidence, qui est très populaire auprès des habitants du Kentucky.

## Histoire
Les régiments qui font partie de la brigade orpheline sont les 2nd, 3rd, 4th, 5th, 6th et 9th Kentucky Infantry. Les unités de la brigade orpheline sont impliquées dans de nombreux engagements militaires dans le Sud des États-Unis pendant la guerre, y compris la bataille de Shiloh. En 1862, Breckinridge est promu au commandement divisionnaire et le brigadier général Roger W. Hanson lui succède. Lors de la bataille de Stones River, la brigade subit de lourdes pertes lors d'une attaque le 2 janvier 1863, dont le général Hanson. Breckinridge - qui a violemment contesté l'ordre de charger avec le commandant de l'armée, le général Braxton Bragg -chevauche parmi les survivants, criant à plusieurs reprises, « mes pauvres orphelins ! Mes pauvres orphelins », remarqué par l'historien de la brigade Ed Porter Thompson, qui a utilisé le terme dans son histoire de l'unité en 1868. Le nom vient de la façon dont la Confédération voit ses soldats du Kentucky (qui reste dans l'Union, mais est représenté par une étoile dans les drapeaux des deux pays). Le terme n'est pas largement employé pendant la guerre, mais il devient populaire par la suite parmi les anciens combattants.
La brigade orpheline perd un autre commandant lors de la bataille de Chickamauga, lorsque Benjamin Hardin Helm, le beau-frère d'Abraham Lincoln, est mortellement blessé le 20 septembre 1863, et meurt le lendemain. Le commandant Rice E. Graves, le commandant de l'artillerie, est également mortellement blessé.
La brigade orpheline sert tout au long de la campagne d'Atlanta de 1864, puis est convertie en infanterie montée et s'oppose à la marche vers la mer de Sherman. Elle termine la guerre en Caroline du Sud à la fin d'avril 1865, et se rend à Washington, en Géorgie, les 6 et 7 mai 1865.

## Armes
Lorsque la brigade orpheline entre en service, les armes sont à court d'approvisionnement. Les soldats sont armés de vieux fusils à canon lisse (certains à silex et d'autres à percussions) avec des fusils à canon scié et des fusils de chasse (Hawkens). Les hommes reçoivent une prime s'ils apportent leur propre fusil. Certains hommes n'ont pas d'arme. Une semaine seulement avant la bataille de Shiloh, chaque régiment, sauf le 9th Kentucky perçoit des fusils Enfield importés d'Angleterre (le 9th s'arme de lui-même avec des fusils Enfield capturés lors de la bataille).
À partir de ce moment, la plupart de la brigade orpheline porte fusil modèle 1853 Enfield à trois grenadières de métal. Lorsque l'unité se rend en mars 1865, certains hommes ont toujours les mêmes fusils qu'ils avaient à Shiloh.

## Organisation

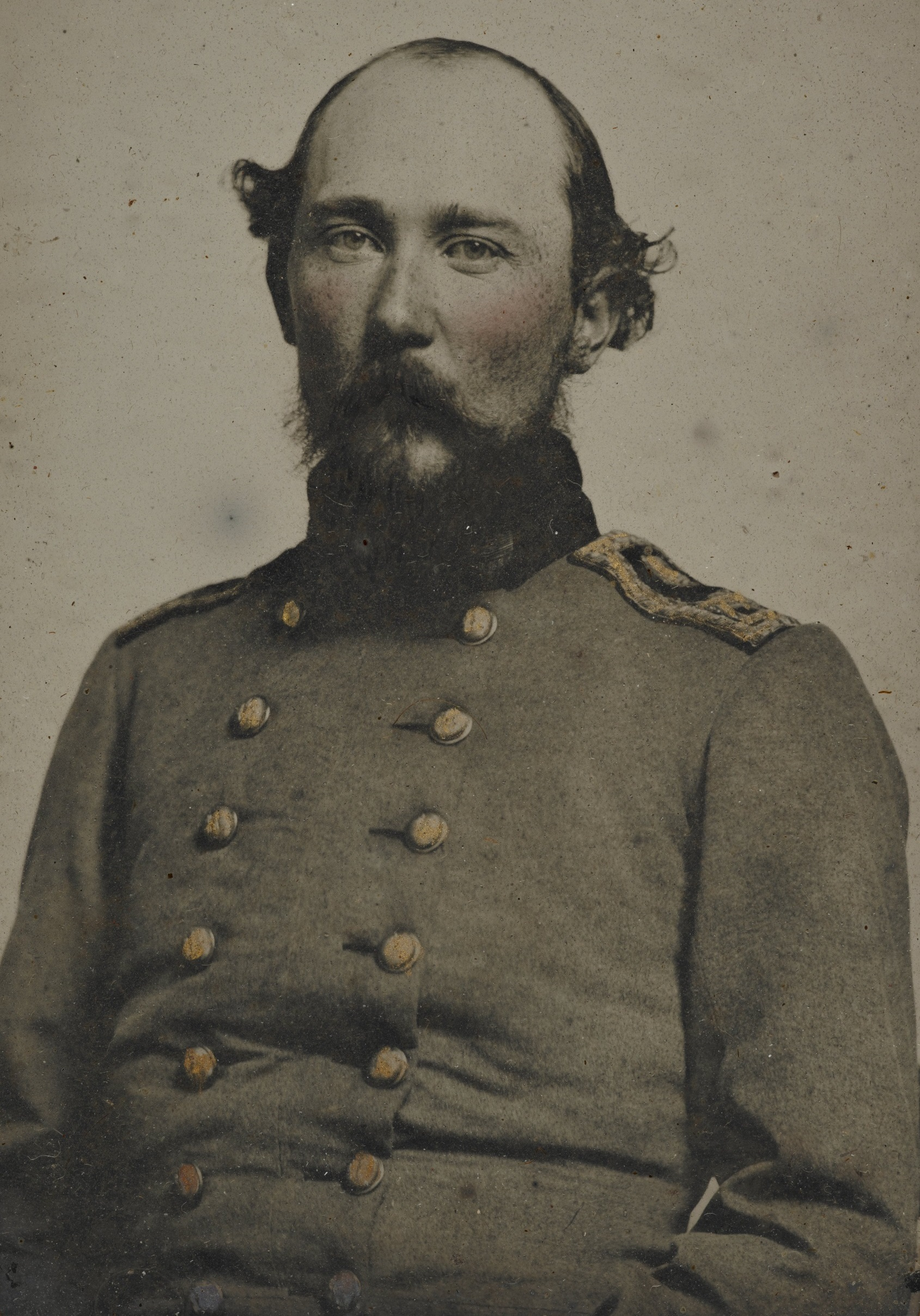
Le brigadier général Benjamin Hardin Helm est mortellement blessé alors qu'il dirige la brigade orpheline à la bataille de Chickamauga

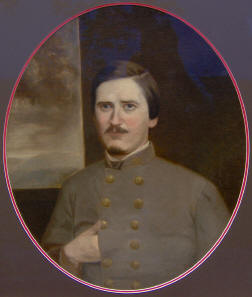
Le commandant Rice E. Graves, 1862, commandant de la batterie d'artillerie de Graves et chef de l'artillerie du général Breckenridge

### Les unités d'origine de la brigade orpheline
- 2d Kentucky Infantry, organisé au camp Boone, le 17 juillet 1861
- 3rd Kentucky Infantry, organisé au camp Boone, le 20 juillet 1861
- 4th Kentucky Infantry, organisé au camp Burnett, le 13 septembre 1861
- 6th Kentucky Infantry, organisé à Bowling Green, le 19 novembre 1861
- 9th Kentucky Infantry, organisé à Bowling Green, au Kentucky, le 3 octobre 1861, alors que le 5th Kentucky Infantry (organisation préliminaire ; organisation finale n'est pas terminée avant le 15 mai 1862[4].)
- Batterie de Cobb, organisée à Mint Springs, Kuttawa, au Kentucky, en 1861, Après une période de formation au camp Boone, les troupes partent à Bowling Green, au Kentucky [en septembre 1861], et la première batterie du Kentucky est officiellement embrigadée sous les ordres du général John C. Breckinridge)
- Batterie de Graves, commandée par le commandant Rice E. Graves, Jr, organisée à Bowling Green, le 8 novembre 1861
- Batterie d'artillerie de Byrne, organisée dans le comté de Washington, dans le Mississippi, juillet 1861. (dissoute au cours de l'été 1862, à Vicksburg (Mississippi), les hommes et les canons sont transférés dans la batterie de Cobb.)
- Les hommes de Morgan, organisés à Bowling Green, le 5 novembre 1861

### Autres unités qui ont rejoint la brigade orpheline
- 5th Kentucky Infantry
- 41st Alabama Infantry
- 31st/49th Alabama Infantry

### Formellement, mais pas directement en service avec
- 1st Kentucky Cavalry, organisé à Bowling Green 1861

## Membres notables
- John C. Breckinridge
- Marcellus Jerome Clarke (ausis connu comme Sue Mundy)
- Benjamin Hardin Helm
- John Hunt Morgan
- Rice E. Graves, Jr
- Alexander Goldsmith Brawner
- James W Hoffler